# Sigfrid Lundberg
Ernst Sigfrid „Sigge“ Lundberg (* 25. Februar 1895 in Funbo; † 19. Mai 1979 in Uppsala) war ein schwedischer Radrennfahrer.
Von Mitte der 1910er Jahre bis in die 1920er Jahre hinein gehörte Sigfrid Lundberg zu den besten Radrennfahrern Schwedens. Er wurde fünfmal schwedischer Meister in der Mannschaftswertung des Zeitfahrens. 1916 wurde er zudem nationaler Meister im Einzelzeitfahren. 1923 gewann er den Skandisloppet, das älteste Radrennen Schwedens, das 1909 zum ersten Mal ausgetragen wurde. 
1920 startete Lundberg bei den Olympischen Spielen in Antwerpen. Im olympischen Einzelzeitfahren belegte er beim Sieg von Harry Stenquist den 22. Rang, in der Mannschaftswertung errang er gemeinsam mit Harry Stenqvist, Ragnar Malm und Axel Persson Silber.
Bei den UCI-Straßen-Weltmeisterschaften 1922 in Liverpool wurde Sigfrid Lundberg Achter im Straßenrennen der Amateure.